# Жаба коротконога
Жаба коротконога (Clinotarsus curtipes) — вид земноводних з роду Clinotarsus родини Жаб'ячі. Інша назва «двоколірна жаба».

## Опис
Загальна довжина досягає 7—10 см. Голова велика, морда коротка, округла, з добре вираженим кутом очної щілини. Ніздрі ближче до кінця рила, ніж до ока. Сошникові зубів слаборозвинені, іноді нечіткі. У самців є горловий мішечок. Тулуб м'язистий. Від ока до лап тягнуться симетричні складки. Кінцівки невеликі, короткі. Пальці задніх лап частково перетинчасті. Шкіра дрібнозерниста. Забарвлення сірувате або коричневе з або без чорнуватими цятками. Кінцівки фіолетово-коричневого кольору. Очі мають червонувату райдужку.

## Спосіб життя
Полюбляє вологі тропічні ліси. Зустрічається на висоті до 2000 м над рівнем моря. Активна вночі. Живиться комахами.
Самиця відкладає яйця у порожнини, що наповнені водою, невеликі водойми. Розвиток пуголовків триває з липня по березень. Живляться вони винятково рослинною їжею. До кінця січня з'являються зачатки задніх кінцівок і починається редукція шлунка. У лютому закінчується формування кінцівок і починається розсмоктування хвоста.

## Розповсюдження
Мешкає у західній Індії (штати Керала, Карнатака, Тамілнаду).